# Suples

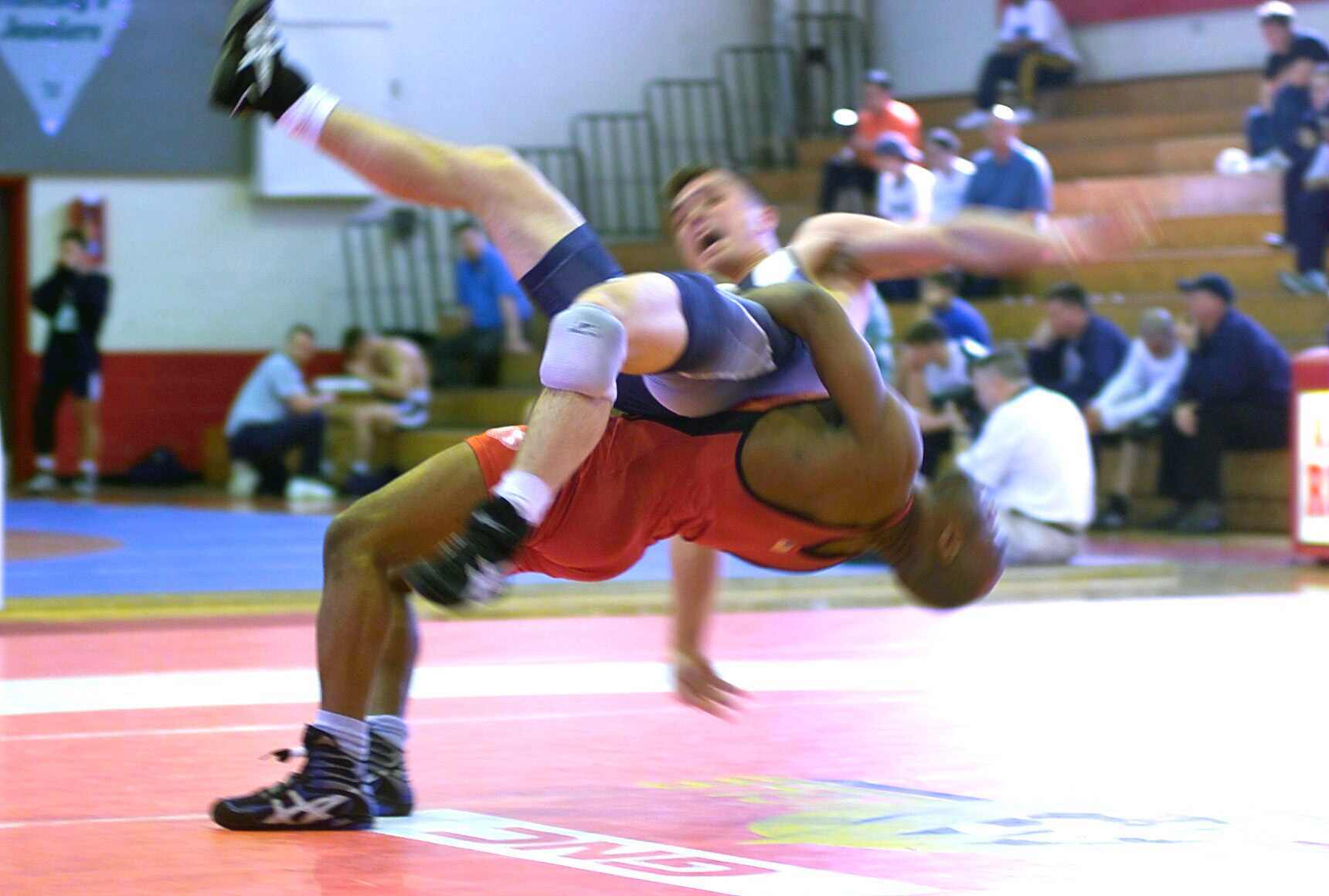
Rzut suplesowy w zapasach olimpijskich.

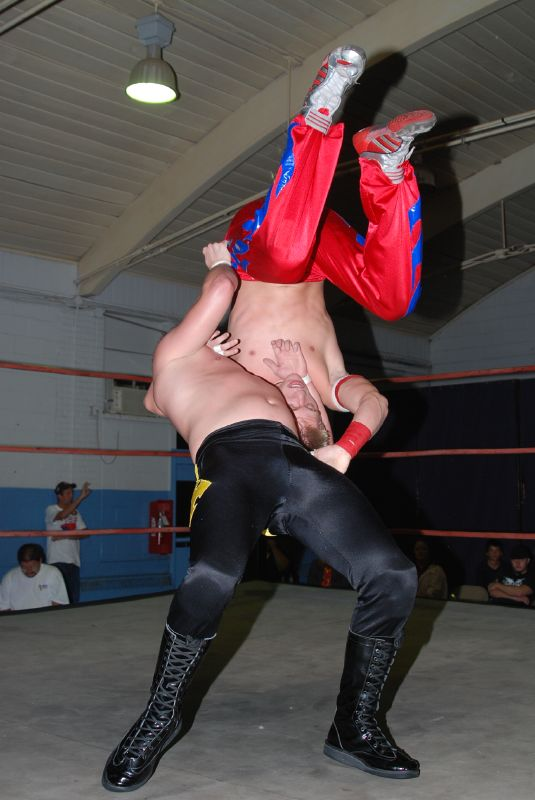
Snap suplex w zawodowych zapasach (wrestlingu).

Suples (łac. suplex) – rzut ofensywny popularny w zapasach (w stylu wolnym i klasycznym) oraz w wrestlingu, polegający na podniesieniu przeciwnika do góry i przy nacisku dużej części własnej masy ciała obaleniu go za siebie na matę lub ring. W zawodowych zapasach (wrestlingu) najpopularniejszymi rzutami suplesowymi są: vertical suplex, snap suplex i german suplex. Samo słowo „suples” czy „suplex” pochodzi z języka francuskiego (souplesse), co oznacza „elastyczność”. W terminologii wrestlingu słowo „suplex” używane jest dla określenia rzutów wykonywanych przez zawodników do tyłu, za siebie. Na określenie tego rodzaju rzutów wykonywanych przez wrestlerów podczas show, komentator wrestlingu Gordon Solie używał nazwy „su-play”.

## Warianty we wrestlingu

### Warianty front facelock

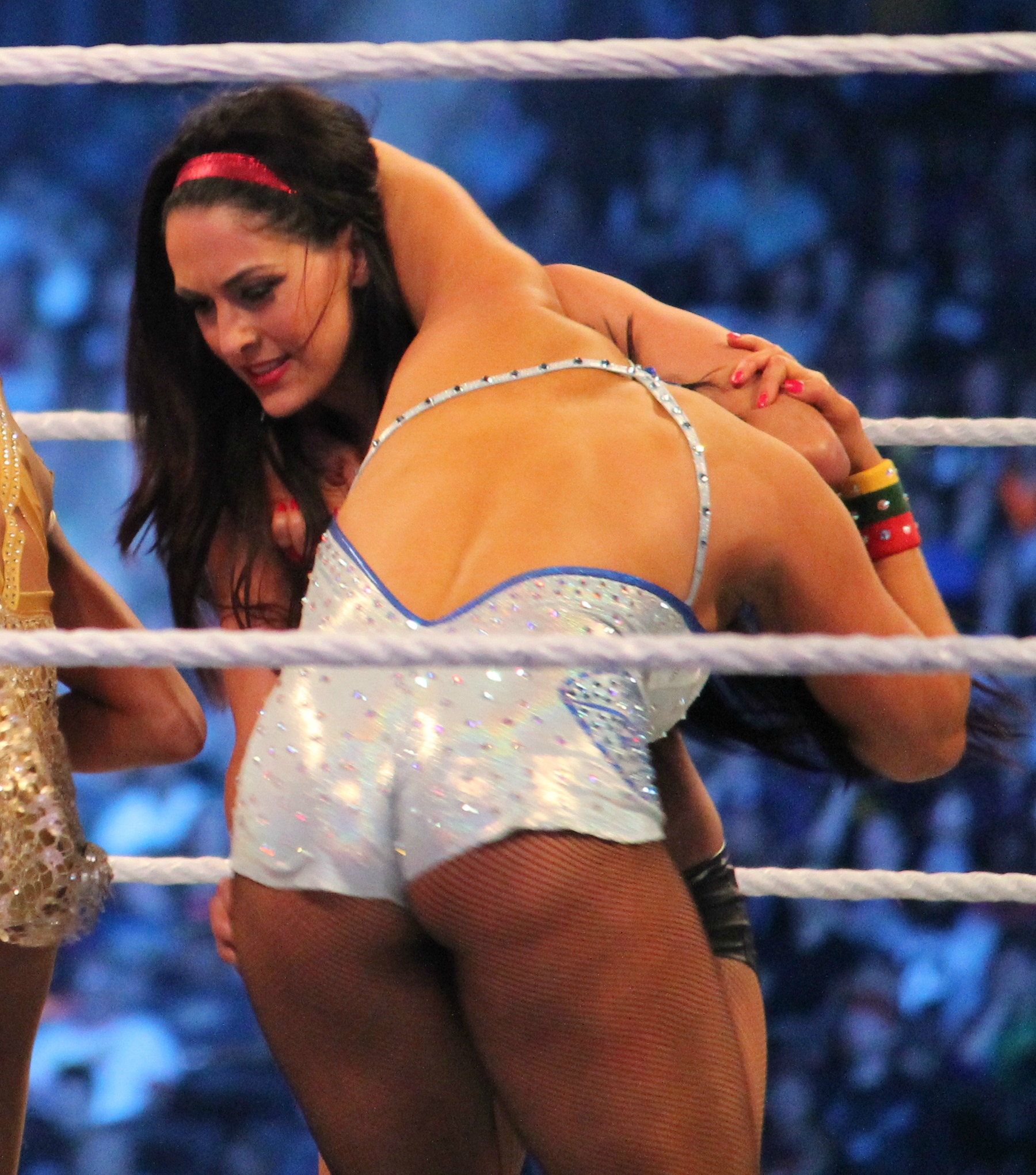
Charakterystyczny klincz front facelock – ułożenie rąk zawodniczki zamierzającej wykonać rzut suplesowy (pod gardłem przeciwniczki) oraz jej oponentki (za szyję zawodniczki wykonującej rzut).

W wariantach typu front facelock zawodnik wykonujący rzut suplesowy klinczuje jedną ręką (lub obiema rękami) głowę przeciwnika, trzymając ją pod swoją pachą na wysokości żeber, przeciwnik zaś opiera swoje ręce na biodrach zawodnika wykonującego rzut. Zawodnik wykonujący rzut może również zaklinczować jedną ręką głowę przeciwnika, trzymając go pod swoją pachą na wysokości żeber, a jedną z rąk przeciwnika przełożyć za swój kark, po czym wykonać w takiej pozycji przerzut za siebie, trzymając drugą ręką biodro przeciwnika – w taki sposób m.in. wykonuje się akcje suplesowe typu snap suplex czy vertical suplex.

#### Vertical suplex

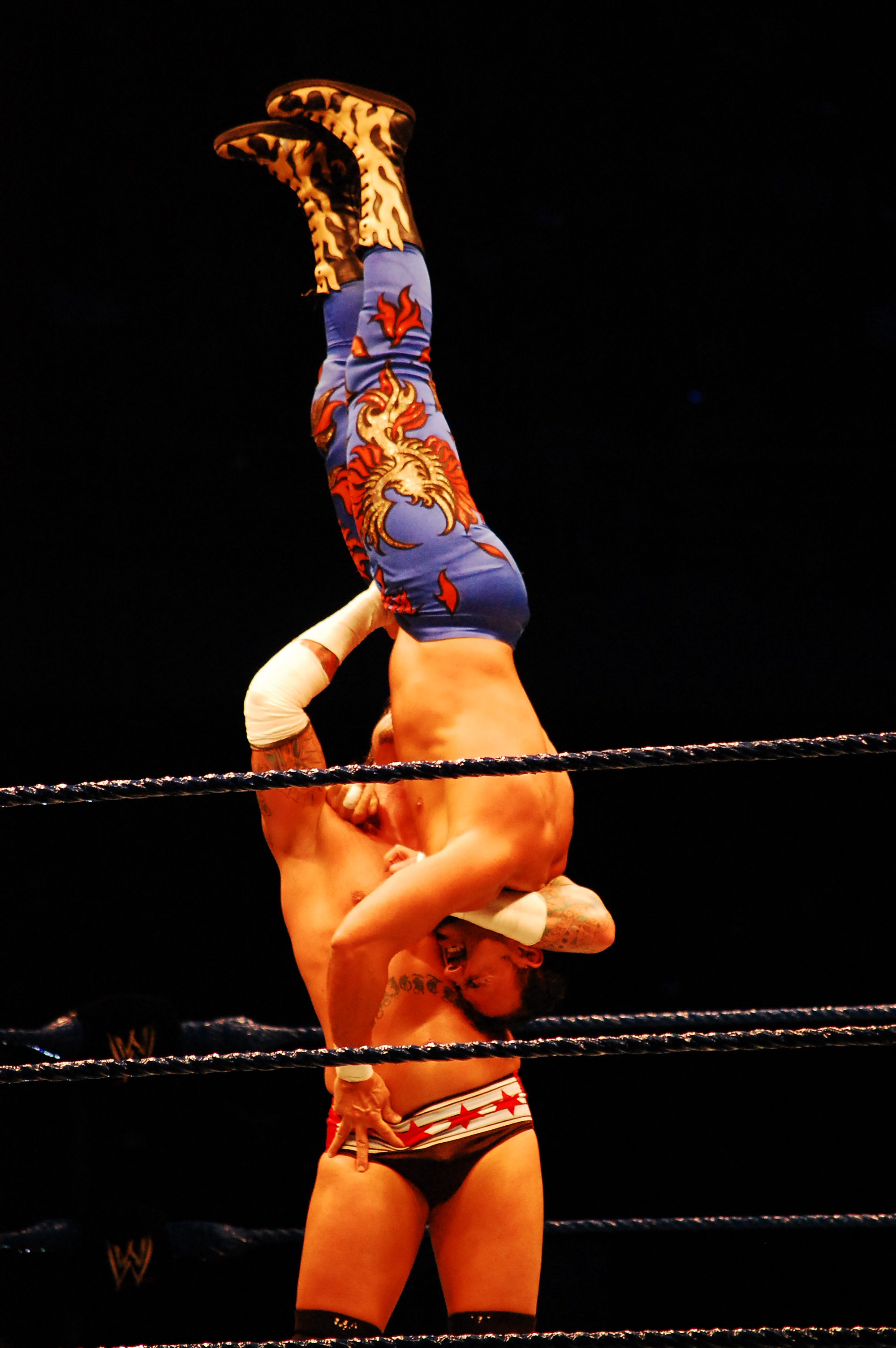
Przykład rzutu vertical suplex - charakterystyczne ułożenie przeciwnika głową do dołu i wyprostowanymi nogami skierowanymi do góry.

pl. suples pionowy. Zawodnik wykonujący rzut klinczuje jedną ręką głowę przeciwnika, trzymając jego głowę pod swoją pachą na wysokości żeber, a jedną z rąk przeciwnika przekłada za swój kark, po czym podrzuca go do góry – przeciwnik prostuje swoje nogi, znajdując się w pozycji głową do dołu, a następnie zawodnik wykonujący przechyla się lekko do tyłu, przewracając zawodnika i siebie na plecy. Istnieje kilka wariantów suplesu pionowego: 1) delayed vertical suplex (lub hanging suplex, standing suplex, stalling suplex) – zawodnik wykonuje te same działania, jednak przed oddaniem rzutu za siebie w dłuższej chwili przytrzymuje zawodnika w pozycji głową do dołu i wyprostowanymi nogami do góry; 2) rotation suplex (lub rotary suplex, twisting suplex) – działanie wykonywane tak samo jak zwyły vertical suplex, jednak przed przerzuceniem oponenta, zawodnik wykonujący obraca się kilka razy wokół własnej osi z przeciwnikiem utrzymywanym w pozycji głową do dołu i wyprostowanymi nogami do góry.

##### Snap suplex
Wykonywany w taki sam sposób jak vertical suplex, jednak ten wariant polega na szybkim przerzuceniu zawodnika za siebie bez utrzymywania go w pozycji pionowej głową do dołu i wyprostowanymi nogami do góry.

### Warianty belly-to-back
Warianty belly-to-back (pl. „brzuch do pleców”) to każde rzuty suplesowe wykonywane przez zawodnika stojącego za plecami oponenta. Przeciwnik najczęściej ląduje na łopatkach. Najbardziej znane rzuty suplesowe w wariancie belly-to-back to German suplex i back suplex.

##### Leg hook belly-to-back suplex

Animacja ukazująca rzut snap suplex.

### Warianty belly-to-belly

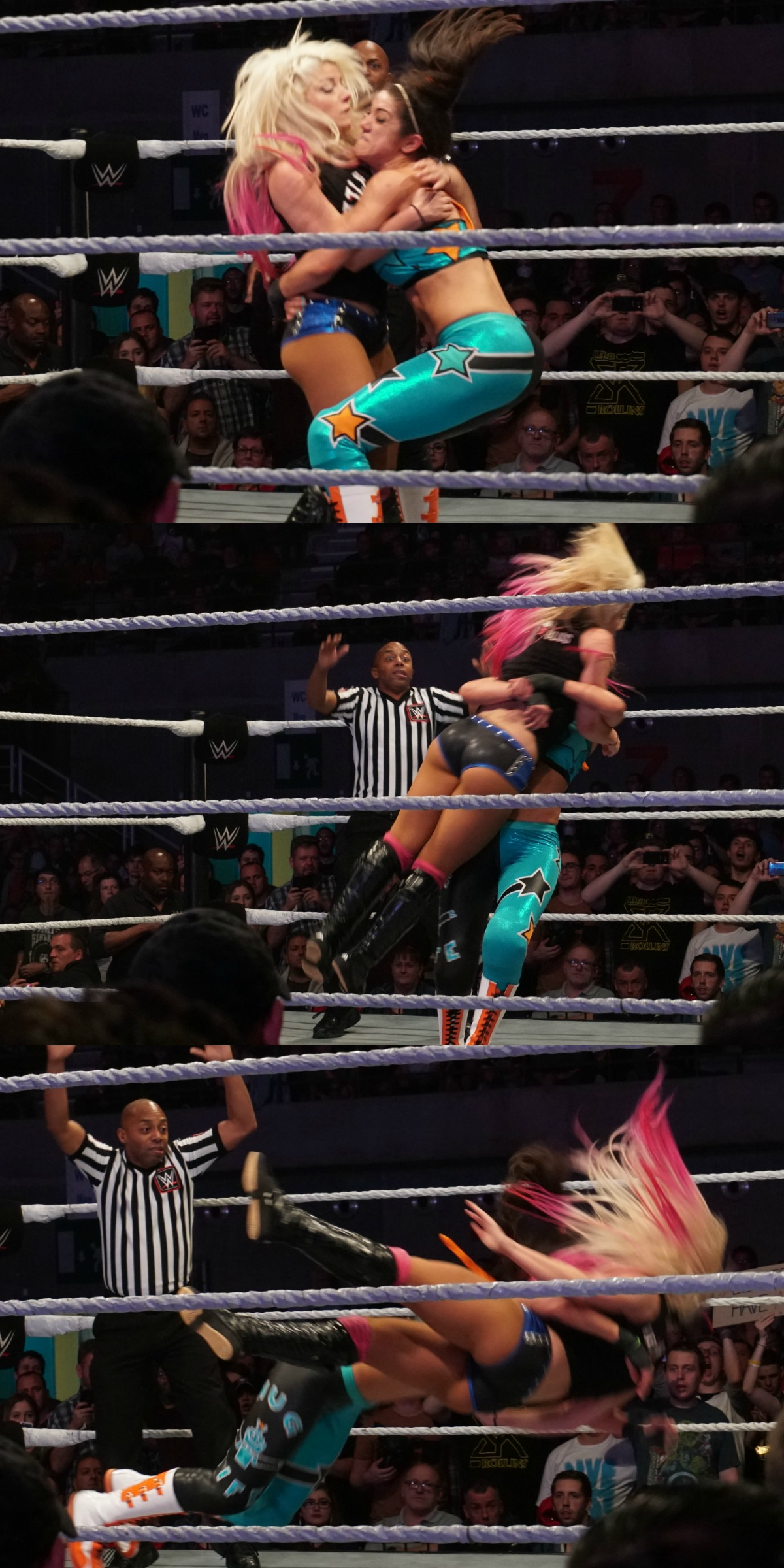
Przykład rzutu belly-to-belly suplex krok po kroku.

Są to wszystkie rzuty suplesowe wykonywane przez zawodnika stojącego frontem do przeciwnika („brzuch do brzucha”). Nazwa tych wariantów pochodzi od pozycji, jaką zawodnik wykonujący rzut przyjmuje w stosunku do przeciwnika – najczęściej klinczuje go za plecami na wysokości części lędźwiowej a następnie przyciąga go brzuchem do własnego brzucha i wykonuje na nim rzut za siebie. Najbardziej znane rzuty suplesowe tego rodzaju to belly-to-belly suplex oraz belly-to-belly overhead suplex.

#### Belly-to-belly suplex

##### Trapping suplex
Zawodnik wykonujący klinczuje obie wyprostowane ręce przeciwnika, po czym w takiej pozycji przerzuca oponenta za siebie.

### Warianty side
Warianty side (pl. „boczne”) to każde rzuty suplesowe wykonywane na bok lub powodujące odchylenie zawodnika wykonującego rzut, lub przeciwnika na bok. Warianty side charakteryzują się również tym, że zawodnik wykonujący rzut na ogół chwyta przeciwnika, stojąc do niego bokiem.

#### Southern Lights suplex
Jest to odwrócony Northern Lights suplex. Zawodnik, stojąc bokiem do oponenta, przekłada jedną rękę pod brodę przeciwnika, blokując dłonią tył głowy oponenta, drugą ręką podnosi przeciwnika za nogę, a następnie unosi go do góry i przerzuca za siebie.

#### Gutwrench suplex
Zawodnik wykonujący rzut, chwyta obiema rękami stojącego przeciwnika za pas, tak by jego dłonie zaklinczowane były na brzuchu oponenta, a następnie wykonuje przerzut przeciwnikiem do tyłu. Oponent ląduje na plecach po przerzucie.

#### Saito suplex
Zawodnik wykonujący chwyta przeciwnika w taki sposób, by zaklinczować swoje dłonie na biodrze przeciwnika (zawodnik wykonujący staje bokiem do oponenta), a następnie wykonuje rzut do tyłu. Jedna z rąk przeciwnika spoczywa na szyi zawodnika wykonującego przerzut. Istnieje również wariant leg-hook, w którym zawodnik wykonujący rzut klinczuje dłonie pod kroczem zawodnika zamiast na biodrze — tego rodzaju rzut suplesowy stosował m.in. Shawn Michaels pod nazwą Teardrop suplex. Ten suples również wykonywał Karrion Kross pod nazwą Doomsday Saito.

#### Side suplex
Znany również pod nazwą sambo suplex. Zawodnik wykonujący chwyta podobnie jak przy rzucie Saito suplex przeciwnika, klinczując dłonie na biodrze oponenta, po czym odwraca się i jedną ręką naciskając na jego klatkę obala go na łopatki jak w rzucie typu ura-nage.

#### Cravate suplex
Zawodnik blokuje głowę przeciwnika w pozycji cravate (lub three-quarter facelock), a następnie ściąga oponenta ku dołowi, wymuszając na nim pochylenie się. Zawodnik następnie ustawia przeciwnika tak, aby był zwrócony w poprzek ciała zapaśnika i głową przed klatką piersiową wrestlera, podczas gdy nadal stoi. Zawodnik następnie upada do tyłu, podciągając się do góry z zaklinczowanymi rękoma na głowie oponenta, zmuszając przeciwnika do wzniesienia się w powietrze i obalenia go na jego szyję i ramiona. Ten rodzaj suplesu opracował Chris Hero.

### Warianty inverted facelock

#### Inverted suplex
Znany również pod nazwą reverse suplex. Jest to po prostu odwrócony rzut suplesowy wykonywany tak samo jak vertical suplex, tylko że zza pleców przeciwnika – zawodnik wykonujący klinczuje głowę przeciwnika zza pleców, po czym w taki sam sposób podnosi go ku górze i przerzuca za siebie – przeciwnik ląduje na brzuchu na macie ringu.

### Ataki suplesowe w innych dyscyplinach sportowych
W odmianach gridiron footballu (futbol amerykański, futbol kanadyjski) ataki suplesowe nie są dozwolone i traktowane są jako faul – niekiedy mogą podlegać nawet grzywnom.